# Campénéac
Campénéac (Kempenieg trong tiếng Bretagne) là một xã ở tỉnh Morbihan trong vùng Bretagne tây bắc Pháp. Xã này có diện tích 60,57 km², dân số năm 1999 là 1464 người. Khu vực này có độ cao từ 46-216 mét trên mực nước biển.
Cư dân của Campénéac danh xưng trong tiếng Pháp là Campénéacois.